# Chrysolina costalis
Chrysolina costalis — вид хризомелин семейства листоедов.

## Распространение
Встречается на Канарских островах.